# Naverstads distrikt
Naverstads distrikt är ett distrikt i Tanums kommun och Västra Götalands län. 
Distriktet ligger nordost om Tanumshede.

## Tidigare administrativ tillhörighet
Distriktet inrättades 2016 och utgörs av socknen Naverstad i Tanums kommun.
Området motsvarar den omfattning Naverstads församling hade vid årsskiftet 1999/2000.